# Arcidiocesi di Toledo

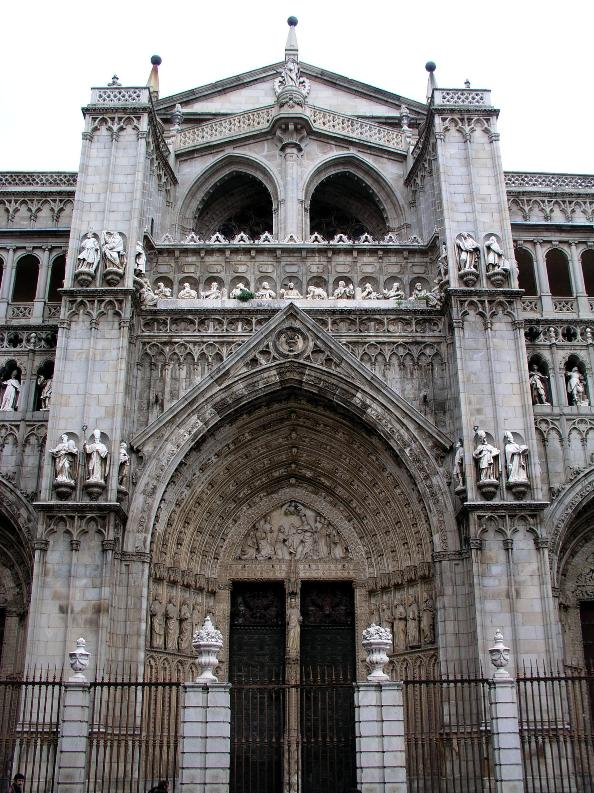
Porta del Perdono, cattedrale di Toledo

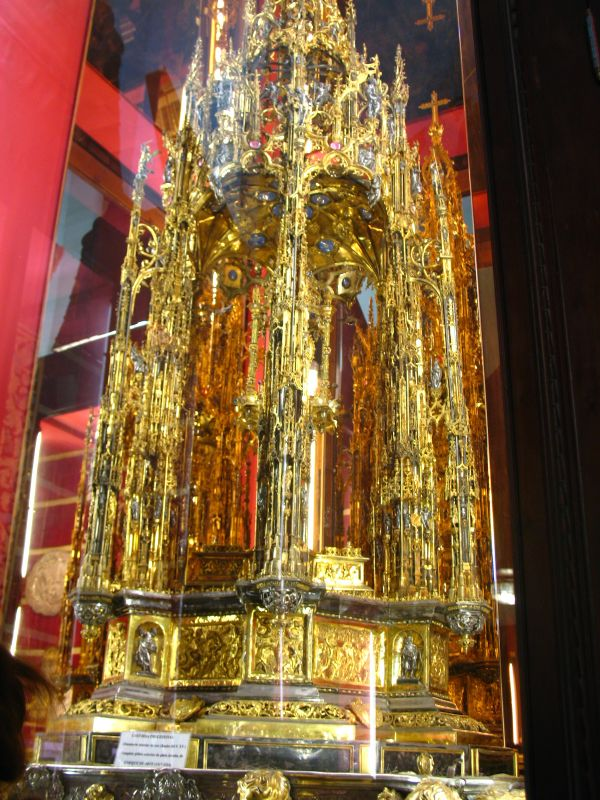
Ostensorio della cattedrale di Toledo

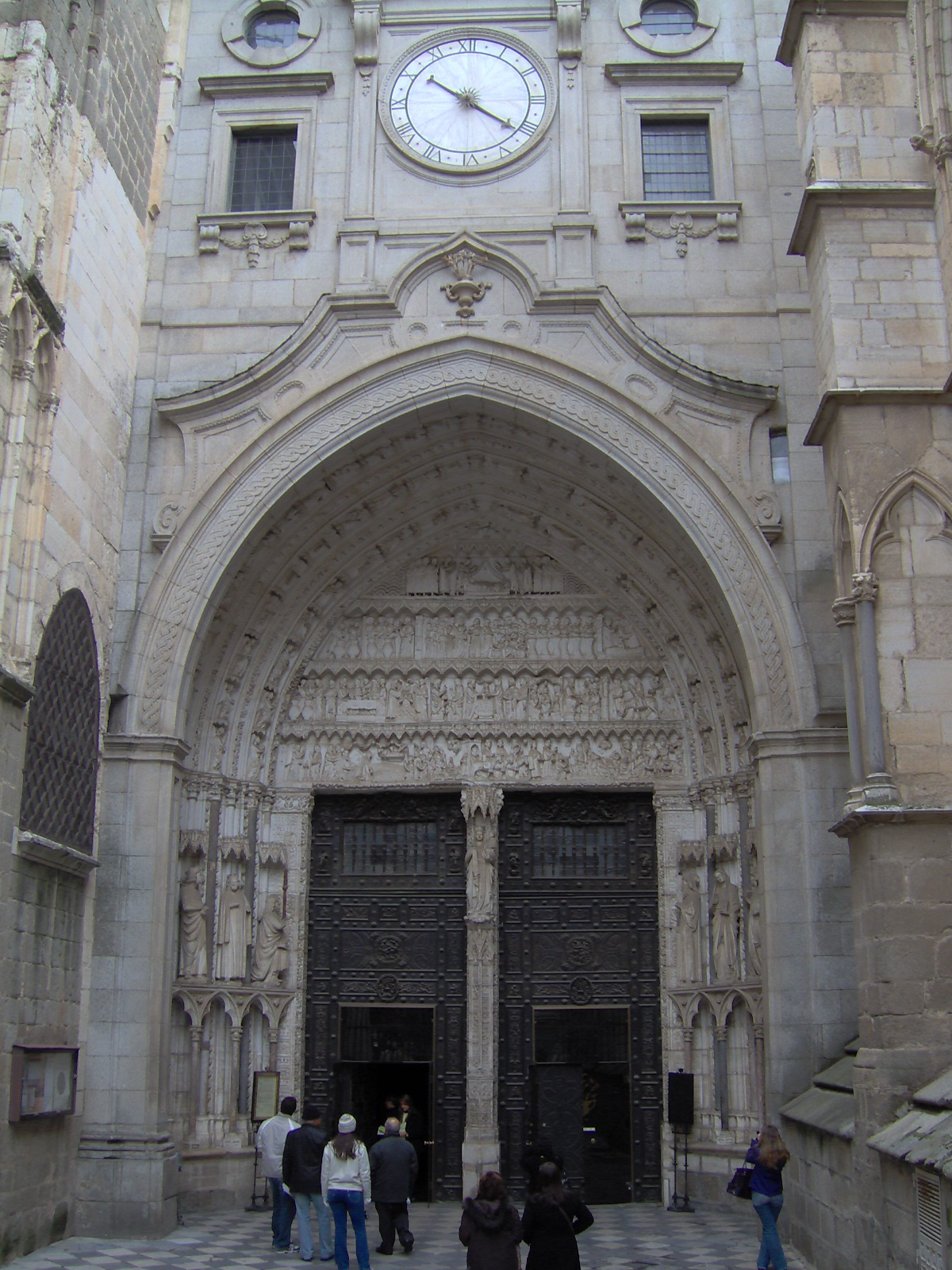
Porta dell'orologio, Cattedrale di Toledo

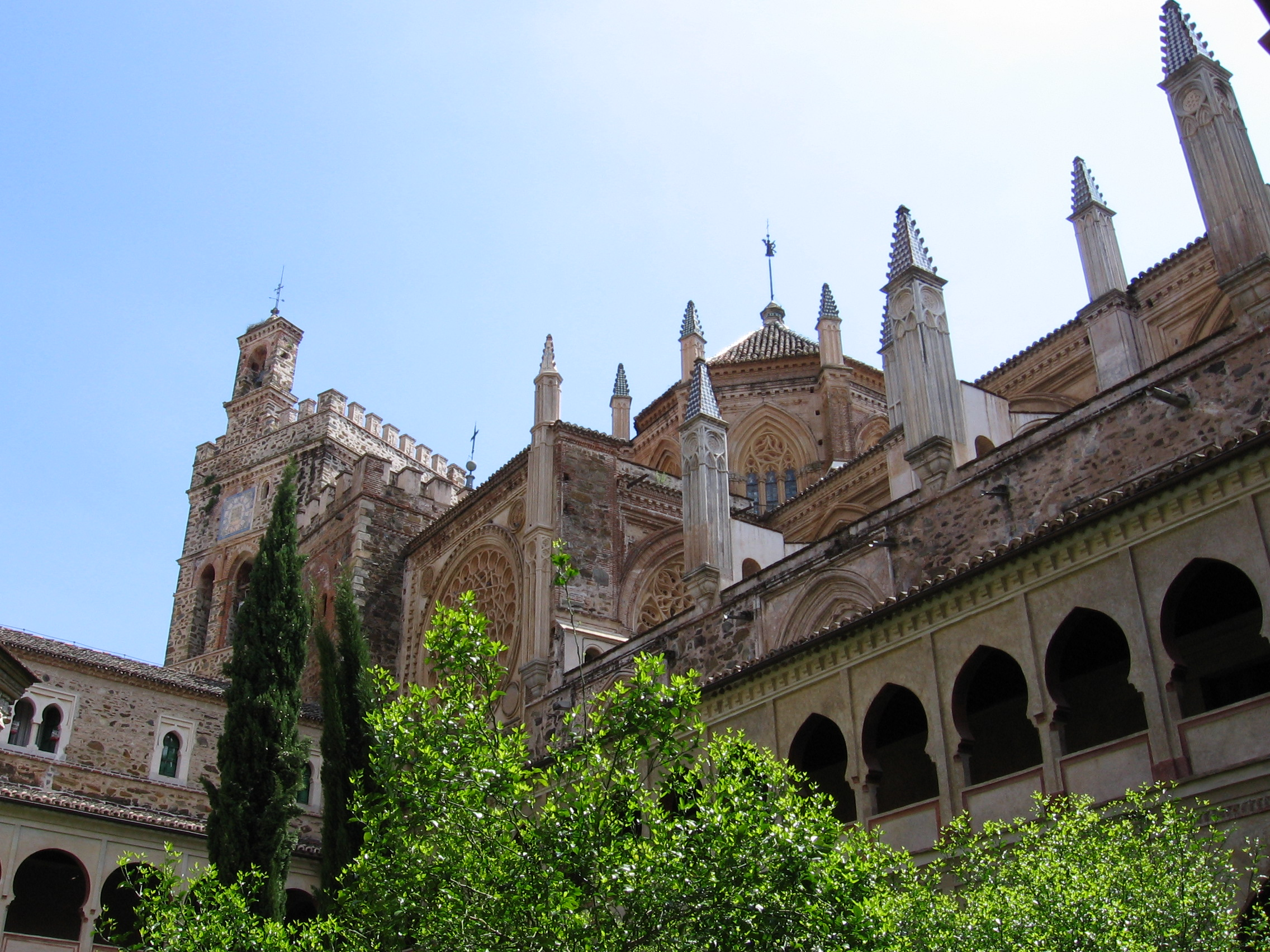
Monastero di Guadalupe

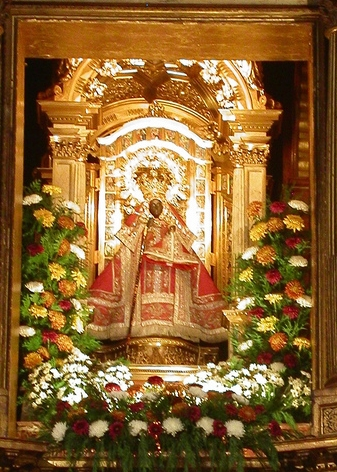
Vergine di Guadalupe

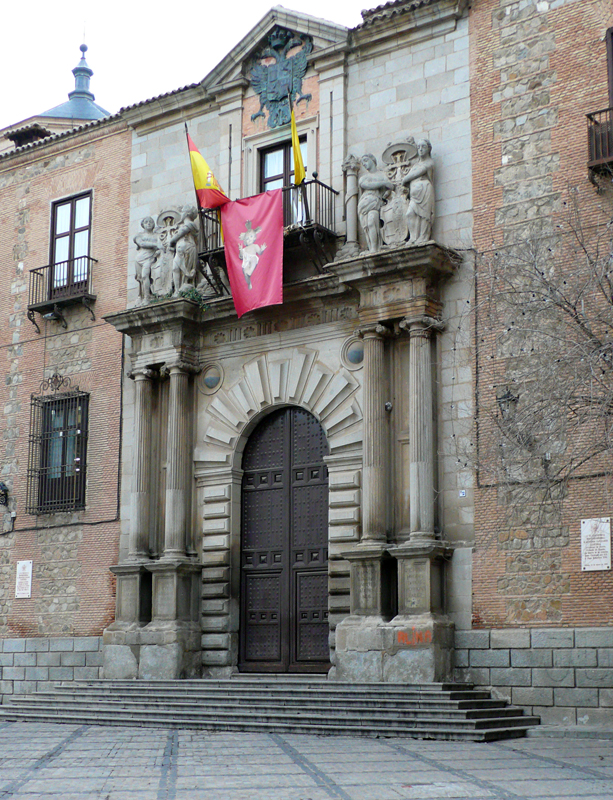
Il palazzo arcivescovile

L'arcidiocesi di Toledo (in latino Archidioecesis Toletana) è una sede metropolitana della Chiesa cattolica in Spagna. Nel 2023 contava 600.502 battezzati su 734.541 abitanti. È retta dall'arcivescovo Francisco Cerro Chaves.

## Territorio
L'arcidiocesi comprende la città e gran parte della provincia di Toledo e alcuni comuni appartenenti alle province estremadurane di Cáceres e di Badajoz, per un totale di 232 comuni spagnoli.
Sede arcivescovile è la città di Toledo, dove si trova la cattedrale primaziale di Santa Maria dell'Assunzione. Due celebri basiliche minori dell'arcidiocesi sono quella di Nostra Signora di Guadalupe e di Nostra Signora del Prado a Talavera de la Reina.
Il territorio si estende su 19.333 km² ed è suddiviso in 272 parrocchie, raggruppate in 26 arcipresbiterati, a loro volta raggruppati in 4 vicariati.

### Vicariati
- Il vicariato di Toledo comprende gli arcipresbiterati di:
  - Escalona
  - Navahermosa
  - Toledo
  - Toledo-Ronda
  - Torrijos
- Il vicariato di Talavera comprende gli arcipresbiterati di:
  - Belvís de la Jara
  - Guadalupe (Provincia di Cáceres)
  - Herrera del Duque (Provincia di Badajoz)
  - Los Navalmorales
  - Oropesa
  - Puebla de Alcocer (Provincia di Badajoz)
  - La Pueblanueva
  - El Puente del Arzobispo
  - El Real de San Vicente
  - Talavera de la Reina
- Il vicariato della Mancia comprende gli arcipresbiterati di:
  - Madridejos-Consuegra
  - Mora
  - Ocaña
  - Orgaz
  - Quintanar de la Orden
  - Villacañas
- Il vicariato de La Sagra comprende gli arcipresbiterati di:
  - Méntrida
  - Fuensalida
  - Cedillo
  - Illescas
  - Añover de Tajo

### Provincia ecclesiastica
La provincia ecclesiastica di Toledo comprende le seguenti suffraganee:
- diocesi di Albacete,
- diocesi di Ciudad Real,
- diocesi di Cuenca,
- diocesi di Sigüenza-Guadalajara.

## Storia
La diocesi di Toledo fu eretta nel I secolo.
Nel IV secolo è stata elevata al rango di arcidiocesi metropolitana. Per tradizione la più importante diocesi di Spagna, Toledo è sede del Primate di Spagna.
La diocesi, che per tradizione è sede primaziale della Spagna, è storicamente documentata per la prima volta come sede metropolitana della provincia Carthaginensis durante l'episcopato di Montano, nella prima metà del VI secolo, quando parte della regione era già da tempo occupata dai Visigoti; questo è evidente in alcune lettere dell'epistolario di Montano e nel concilio di Toledo del 17 maggio 531. Secondo Ildefonso, vescovo toletano del VII secolo, la sede era già metropolitana all'epoca dei vescovi Audencio e Asturio, tra IV e V secolo; questa indicazione è tuttavia anacronistica, giustificata dal tentativo di Ildefonso di retrodatare l'antichità della metropolia toletana in contrapposizione a quella di Cartagena.
Infatti, il primato di Toledo, assurta a capitale del regno visigoto, fu contestato dalla sede di Cartagena, che vantava diritti metropolitici sulla parte della Carthaginensis non sottomessa ai Visigoti. Questo dualismo perdurò per diverso tempo e potrebbe spiegare la nascita, forse all'epoca del re Leovigildo (568-586), della provincia Carpetana, con capitale Toledo, in contrapposizione alla provincia Carthaginensis, sottomessa alla fine del secolo ai Bizantini, con Cartagena come capitale; nel concilio di Toledo del 589 Eufimio sottoscrisse gli atti come ecclesiae catholicae Toletanae metropolitanus episcopus provinciae Carpetaniae. La fine del dominio bizantino in Spagna e la conquista di Cartagena ad opera dei Visigoti nel 625 pose fine ai dissidi; già in precedenza il re Gundemaro aveva decretato, nella Constitutio Cartaginensium sacerdotum del 610, l'erezione di Toledo a unica sede metropolitana di tutta la Carthaginensis.
Durante la dominazione araba, la città di Toledo divenne una roccaforte del Cristianesimo e vi si mantenne l'arcidiocesi con la sua successione episcopale. Nell'VIII secolo ebbe luogo una persecuzione dei cristiani che permanevano in territori occupati dai musulmani, che comportò una migrazione verso i regni cristiani nel nord della penisola.
Il re Alfonso VI e i cristiani riconquistarono la città di Toledo nel 1085 ristabilendo l'antico potere dell'arcidiocesi. Il primo arcivescovo di questa fase fu Bernando di Cluny, membro della Congregazione cluniacense, che in quell'epoca si diffondeva per tutta la Spagna. La sede episcopale partecipò attivamente alla Reconquista, controllando il territorio conquistato e arginando l'espansione degli ordini militari di Santiago, di Calatrava e di Alcántara.
Il 6 marzo 1101 papa Pasquale II confermò Toledo come sede primaziale con la bolla Actorum synodalium.
Durante questo periodo fu iniziata la costruzione dell'attuale cattedrale di Santa Maria, i cui lavori si protrarranno per due secoli.
Terminata la conquista, durante il regno dei Re Cattolici, fu arcivescovo il cardinale Francisco Jiménez de Cisneros, che inaugurerà l'Università di Alcalá, il cui territorio apparteneva allora all'arcidiocesi, che avrà un ruolo di primo piano nella politica del regno. Durante il regno di Filippo II la corte si trasferì a Madrid, sebbene ecclesiasticamente la città continuasse a dipendere da Toledo. Sino al 1885 il suo territorio comprese anche tutta la città e la provincia di Madrid, nonostante questa già da più di due secoli fosse stata la nuova capitale del regno di Spagna. Ciò fu dovuto alla forte opposizione all'erezione di Madrid a sede vescovile esercitata dagli arcivescovi, timorosi di perdere l'influenza sul Re e sulla Corte.
Durante il resto dell'era moderna la città subì un lento declino. Sebbene l'arcidiocesi conservasse il rango primaziale, a poco a poco perse territori e importanza a vantaggio delle diocesi limitrofe.
Negli ultimi due secoli l'arcidiocesi si trovò in gravi situazioni. Durante l'invasione napoleonica l'arcidiocesi venne saccheggiata, e l'arcivescovo fu costretto a trovare rifugio a Siviglia. Con la desamortización di Mendizábal e di Madoz si aprì un conflitto fra il governo e la Santa Sede, e la sede di Toledo rimase vacante per un certo periodo. Infine, la Guerra civile spagnola comportò la distruzione di buona parte del patrimonio artistico dell'arcidiocesi e l'assassinio di 281 sacerdoti. Al termine della guerra, si procedette alla ricostruzione materiale e spirituale.
Il 23 aprile 1954, il 20 maggio e il 22 novembre 1955, con tre distinti decreti della Congregazione Concistoriale, furono rivisti i confini dell'arcidiocesi per farli coincidere con quelli della provincia civile, in applicazione del concordato tra la Santa Sede e il governo spagnolo del 1953. L'arcidiocesi di Toledo cedette gli arcipresbiterati di Cazorla alla diocesi di Jaén, quello di Huéscar alla diocesi di Guadix, e quelli di Guadalajara, Brihuega, Pastrana e Tomajón alla diocesi di Sigüenza, più la parrocchia di Navahondilla ceduta alla diocesi di Avila. Ampliò al contempo il proprio territorio con 31 parrocchie appartenute alla stessa diocesi di Avila e con altre 9 cedute dalla diocesi di Cuenca.

## Cronotassi dei vescovi
Il più antico catalogo dei vescovi di Toledo è contenuto nel codice Emilianense, risalente al 992 e oggi conservato nella biblioteca del monastero dell'Escorial; l'elenco riporta la serie dei vescovi toledani dagli inizi fino a Juan, che si dice deceduto nel 926. Dei 21 vescovi che precedono Eufimio (589), solo quattro sono storicamente documentati anche da altre fonti; per gli altri se ne conosce solo il nome, proprio grazie al codice Emilianense.
Nella presente cronotassi, si omettono i periodi di sede vacante non superiori ai 2 anni o non storicamente accertati.
Eugenio I ? † (69 - 96)
- Pelagio † (inizio del IV secolo)[9]
- Patruno †
- Toribio †
- Quinto †
- Vicente †
- Paulato †
- Natal †
- Audencio † (fine del IV secolo)[10]
- Sant'Asturio † (menzionato a settembre 400)[11]
- Isicio †
- Martín †
- Castino †
- Campeo †
- Sinticio †
- Praumato †
- Pedro I †
- Celso † (? - circa 523 deceduto)[12]
- Montano † (circa 523 - dopo maggio 531 deceduto)[13]
- Julián †
- Bacauda †
- Pedro II †
- Eufimio † (prima del 587 - dopo il 589)
- Exuperio †
- Adelfio † (menzionato nel 597)
- Conancio †
- Aurasio † (circa 603 - circa 615 deceduto)[14]
- Sant'Eladio † (circa 615 - circa 633 deceduto)[15]
- Justo † (prima di dicembre 633 - febbraio 636 deceduto)[16]
- Eugenio II † (circa 636 - circa settembre 646 deceduto)
- Sant'Eugenio III † (646 - 13 novembre 657 deceduto)
- Sant'Ildefonso † (dicembre 657 - 23 gennaio 667 deceduto)
- Quirico † (circa febbraio 667 - fine del 679 deceduto)
- San Julián II † (gennaio 680 - 6 marzo 690 deceduto)
- Sisberto † (690 - 2 maggio 693 deposto)
- Félix † (2 maggio 693 - circa 700)
- Gunderico † (circa 700 - 710)
- Sinderedo † (711 - dopo il 721)
- Sunieredo † (?)
- Concordio † (?)
- Cixila † (745 - 754)
- Elipando † (756 - circa 808 deceduto)
- Gumesindo † (? - circa 828 deceduto)
- Wistremiro † (? - circa 858)
- Sant'Eulogio di Cordova † (circa 858 - 11 marzo 859 deceduto)
- Bonito † (859 - circa 892)
- Juan I † (892 - 926 ? deceduto)
- 'Ubayd Allah ben Qasim † (circa 962 - 971 o 973)
- Pascual † (1058 - circa 1080)
- Bernardo de Cluny, O.S.B. † (1086 - 1124 deceduto)
- Raimundo, O.S.B. † (1126 - 1151 deceduto)
- Juan II † (1151 - 29 settembre 1166 deceduto)
- Cerebruno † (1166 - 12 maggio 1180 deceduto)
- Pedro de Cardona † (1181 - 26 giugno 1182 deceduto)
- Gonzalo Petrez † (1182 - 1191 dimesso)
- Martín López de Pisuerga † (1191 - 28 agosto 1208 deceduto)
- Rodrigo Jiménez de Rada, O.Cist. † (27 febbraio 1209 - 10 giugno 1247 deceduto)
- Juan Medina de Pomar † (20 febbraio 1248 - 23 luglio 1248 deceduto)
- Gutierre Ruiz Dolea † (6 febbraio 1249 - 9 agosto 1250 deceduto)
- Sancho de Castilla † (11 marzo 1251 - 27 ottobre 1261 deceduto)
- Domingo Pascual † (2 marzo 1262 - 2 giugno 1262 o 1265 deceduto)
- Beato Sancho de Aragón † (21 agosto 1266 - 21 ottobre 1275 deceduto)
- Fernando Rodríguez de Covarrubias † (1276 - 1280 dimesso)
- Gonzalo García Gudiel † (3 maggio 1280 - 4 dicembre 1298 nominato cardinale vescovo di Albano)
- Gonzalo Díaz Palomeque † (16 gennaio 1299 - 2 novembre 1310 deceduto)
- Gutierre Gómez de Toledo † (13 marzo 1311 - 1319 ? deceduto)
- Juan de Aragón y Anjou † (14 novembre 1319 - 17 o 27 agosto 1328 nominato patriarca di Alessandria)
- Jimeno de Luna † (17 agosto 1328 - 16 novembre 1338 deceduto)
- Egidio Albornoz † (13 maggio 1338 - 17 dicembre 1350 dimesso)
- Gonzalo de Aguilar † (4 gennaio 1351 - 25 febbraio 1353 deceduto)
- Vasco Fernández de Toledo † (17 giugno 1353 - 7 marzo 1362 deceduto)
- Gómez Manrique † (2 maggio 1362 - 19 dicembre 1375 deceduto)
- Pedro Tenorio † (13 gennaio 1377 - 28 maggio 1399 deceduto)
- Pedro de Luna y de Albornoz † (30 luglio 1403 - 19 settembre 1414 deceduto)
- Sancho de Rojas † (26 giugno 1415 - 24 ottobre 1422 deceduto)[17]
- Juan Martínez de Contreras † (2 luglio 1423 - 16 settembre 1434 deceduto)
- Juan de Cerezuela † (8 novembre 1434 - 3 febbraio 1442 deceduto)
- Gutierre Álvarez de Toledo † (18 giugno 1442 - 4 marzo 1446 deceduto)
- Alfonso Carrillo de Acuña † (10 agosto 1446 - 1º luglio 1482 deceduto)
- Pedro González de Mendoza † (13 novembre 1482 - 11 gennaio 1495 deceduto)
- Francisco Jiménez de Cisneros, O.F.M. † (20 febbraio 1495 - 8 novembre 1517 deceduto)
  - Guillaume III de Croy † (31 dicembre 1517 - 6 gennaio 1521 deceduto) (amministratore apostolico)
- Alonso de Fonseca Ulloa † (31 dicembre 1523 - 4 febbraio 1534 deceduto)
- Juan Pardo de Tavera † (27 aprile 1534 - 1º agosto 1545 deceduto)
- Juan Martínez Silíceo † (8 gennaio 1546 - 31 maggio 1557 deceduto)
- Bartolomé de Carranza y Miranda, O.P. † (10 dicembre 1557 - 2 maggio 1576 deceduto)
- Gaspar de Quiroga y Vela † (6 settembre 1577 - 12 novembre 1594 deceduto)
- Alberto d'Austria † (12 novembre 1594 succeduto - 1598 dimesso)
- García de Loaysa y Girón † (8 luglio 1598 - 22 febbraio 1599 deceduto)
- Bernardo Sandoval Rojas † (19 aprile 1599 - 7 dicembre 1618 deceduto)
- Ferdinando d'Austria † (1º marzo 1620 - 9 novembre 1641 deceduto)
- Gaspar de Borja y Velasco † (16 gennaio 1645 - 28 dicembre 1645 deceduto)
- Baltasar Moscoso y Sandoval † (28 maggio 1646 - 17 settembre 1665 deceduto)
- Pascual de Aragón-Córdoba-Cardona y Fernández de Córdoba † (1º febbraio 1666 - 28 settembre 1677 deceduto)
- Luis Manuel Fernández de Portocarrero † (20 dicembre 1677 - 14 settembre 1709 deceduto)
- Francisco Valero Losa † (18 marzo 1715 - 23 aprile 1720 deceduto)
- Diego de Astorga y Céspedes † (22 luglio 1720 - 8 febbraio 1734 deceduto)
  - Luigi Antonio di Borbone-Spagna † (10 settembre 1735 - 18 dicembre 1754 dimesso) (amministratore apostolico)
- Luis Fernández de Córdoba † (4 agosto 1755 - 26 marzo 1771 deceduto)
- Francisco Antonio de Lorenzana y Butrón † (27 gennaio 1771 - 15 dicembre 1800 dimesso)
- Luigi Maria di Borbone-Spagna † (22 dicembre 1800 - 29 dicembre 1814 dimesso)
  - Sede vacante (1814-1824)
- Pedro Inguanzo Rivero † (27 settembre 1824 - 30 gennaio 1836 deceduto)
  - Sede vacante (1836-1847)
- Juan José Bonel y Orbe † (4 ottobre 1847 - 11 febbraio 1857 deceduto)
- Cirilo de Alameda y Brea, O.F.M. † (3 agosto 1857 - 30 giugno 1872 deceduto)
- Juan de la Cruz Ignacio Moreno y Maisonave † (5 luglio 1875 - 28 agosto 1884 deceduto)
- Zeferino González y Díaz Tuñón, O.P. † (27 marzo 1885 - 15 gennaio 1886 nominato arcivescovo di Siviglia)
- Miguel Payá y Rico † (7 giugno 1886 - 25 dicembre 1891 deceduto)
- Antolín Monescillo y Viso † (11 aprile 1892 - 11 agosto 1897 deceduto)
- Beato Ciriaco María Sancha y Hervás † (24 marzo 1898 - 26 febbraio 1909 deceduto)
- Gregorio María Aguirre y García, O.F.M. † (29 aprile 1909 - 9 ottobre 1913 deceduto)
- Victoriano Guisasola y Menéndez † (1º gennaio 1914 - 2 settembre 1920 deceduto)
- Enrique Almaraz y Santos † (16 dicembre 1920 - 23 gennaio 1922 deceduto)
- Enrique Reig y Casanova † (14 dicembre 1922 - 27 agosto 1927 deceduto)
- Pedro Segura y Sáenz † (19 dicembre 1927 - 26 settembre 1931 dimesso)
- Isidro Gomá y Tomás † (12 aprile 1933 - 22 agosto 1940 deceduto)
- Enrique Pla y Deniel † (3 ottobre 1941 - 5 luglio 1968 deceduto)
- Vicente Enrique y Tarancón † (30 gennaio 1969 - 3 dicembre 1971 nominato arcivescovo di Madrid)
- Marcelo González Martín † (3 dicembre 1971 - 23 giugno 1995 ritirato)
- Francisco Álvarez Martínez † (23 giugno 1995 - 24 ottobre 2002 ritirato)
- Antonio Cañizares Llovera (24 ottobre 2002 - 9 dicembre 2008 nominato prefetto della Congregazione per il Culto Divino e la Disciplina dei Sacramenti)
- Braulio Rodríguez Plaza (16 aprile 2009 - 27 dicembre 2019 ritirato)
- Francisco Cerro Chaves, dal 27 dicembre 2019

## Istituti religiosi presenti in arcidiocesi
Nel 2013, contavano case in arcidiocesi le seguenti comunità religiose:
Istituti religiosi maschili
- Compagnia di Gesù
- Operai del Regno di Cristo
- Ordine dei carmelitani scalzi
- Cistercensi della stretta osservanza
- Ordine dei frati minori
- Ordine dei frati predicatori
- Ordine di Sant'Agostino
- Fratelli delle scuole cristiane
- Fratelli maristi delle scuole
- Servi di Maria e dei poveri
- Terzo ordine regolare di San Francesco

Istituti religiosi femminili
- Agostiniane
- Agostiniane recollette
- Alleate carmelitane scalze della Santissima Trinità
- Ancelle del Cuore di Gesù
- Ancelle del Vangelo
- Ancelle guadalupane di Cristo Sacerdote
- Ancelle missionarie di Cristo Re
- Ausiliatrici parrocchiali di Cristo Sacerdote
- Benedettine
- Carmelitane scalze
- Cistercensi
- Clarisse
- Commendatrici di Santiago
- Compagnia di Santa Teresa di Gesù
- Concezioniste francescane
- Cooperatrici di Betania
- Domenicane
- Figlie della carità di San Vincenzo de' Paoli
- Figlie della Passione di Gesù Cristo e di Maria Addolorata
- Figlie di Cristo Re
- Figlie di Nostra Signora di Nazareth
- Francescane missionarie della Madre del Divin Pastore
- Fraternità riparatrice nel Cuore di Cristo Sacerdote
- Gerolamine
- Missionarie catechiste Lumen Christi
- Missionarie del Sacro Cuore di Gesù
- Missionarie della carità e della Provvidenza
- Missionarie della Provvidenza
- Missionarie di Nostra Signora del Pilar
- Ordine della Compagnia di Maria Nostra Signora

- Piccole sorelle dei poveri
- Piccole suore degli anziani abbandonati
- Pie discepole del Divin Maestro
- Religiose del Verbo Incarnato
- Religiose di Maria Immacolata, claretiane
- Religiose di Maria Immacolata, di Vincenta López y Vicuña
- Religiose francescane della Purissima Concezione
- Serve di Maria ministre degli infermi
- Suore carmelitane della carità di Vedruna
- Suore carmelitane di San Giuseppe
- Suore carmelitane missionarie
- Suore del Sacro Cuore di Gesù e dei Santi Angeli
- Suore dell'Amor di Dio
- Suore dell'Istituto catechista Dolores Sopeña
- Suore della carità del Cardinale Sancha
- Suore della carità del Sacro Cuore di Gesù
- Suore della carità di Nostra Signora della Mercede
- Suore della Presentazione di Maria
- Suore di Nostra Signora dell'Immacolata Concezione
- Suore di Nostra Signora della Consolazione
- Suore di San Giuseppe di Cluny
- Suore francescane figlie della misericordia
- Suore girolamine dell'adorazione
- Suore maestre di Santa Dorotea
- Suore missionarie di Santa Teresa del Bambin Gesù
- Suore oblate di Cristo Sacerdote
- Suore presentazioniste parrocchiali adoratrici
- Terziarie regolari francescane
- Trinitarie

## Statistiche
L'arcidiocesi nel 2023 su una popolazione di 734.541 persone contava 600.502 battezzati, corrispondenti all'81,8% del totale.
| anno | popolazione | popolazione | popolazione | presbiteri | presbiteri | presbiteri | presbiteri                | diaconi | religiosi | religiosi | parrocchie |
| anno | battezzati  | totale      | %           | numero     | secolari   | regolari   | battezzati per presbitero | diaconi | uomini    | donne     | parrocchie |
| ---- | ----------- | ----------- | ----------- | ---------- | ---------- | ---------- | ------------------------- | ------- | --------- | --------- | ---------- |
| 1950 | 755.857     | 755.867     | 100,0       | 374        | 307        | 67         | 2.021                     |         | 278       | 1.451     | 364        |
| 1970 | 554.272     | 554.950     | 99,9        | 481        | 378        | 103        | 1.152                     |         | 138       | 1.097     | 245        |
| 1980 | 507.790     | 508.620     | 99,8        | 440        | 380        | 60         | 1.154                     |         | 121       | 1.210     | 257        |
| 1990 | 488.145     | 490.320     | 99,6        | 406        | 340        | 66         | 1.202                     |         | 169       | 1.057     | 259        |
| 1999 | 547.760     | 550.095     | 99,6        | 443        | 390        | 53         | 1.236                     |         | 153       | 981       | 265        |
| 2000 | 556.972     | 557.953     | 99,8        | 459        | 399        | 60         | 1.213                     |         | 147       | 1.050     | 266        |
| 2001 | 557.235     | 558.721     | 99,7        | 462        | 401        | 61         | 1.206                     |         | 160       | 1.054     | 268        |
| 2002 | 551.400     | 566.774     | 97,3        | 486        | 425        | 61         | 1.134                     |         | 154       | 1.062     | 268        |
| 2003 | 547.821     | 560.576     | 97,7        | 468        | 411        | 57         | 1.170                     |         | 147       | 1.158     | 268        |
| 2004 | 566.538     | 574.409     | 98,6        | 476        | 422        | 54         | 1.190                     |         | 173       | 1.048     | 268        |
| 2010 | 636.477     | 719.482     | 88,5        | 480        | 443        | 37         | 1.325                     |         | 97        | 893       | 270        |
| 2014 | 634.669     | 735.154     | 86,3        | 469        | 436        | 33         | 1.353                     |         | 104       | 1.034     | 270        |
| 2017 | 636.173     | 726.391     | 87,6        | 484        | 465        | 19         | 1.314                     |         | 89        | 1.080     | 273        |
| 2020 | 613.380     | 721.105     | 85,1        | 447        | 424        | 23         | 1.372                     | 1       | 91        | 1.030     | 273        |
| 2022 | 603.435     | 735.093     | 82,1        | 432        | 402        | 30         | 1.396                     | 1       | 80        | 752       | 272        |
| 2023 | 600.502     | 734.541     | 81,8        | 430        | 398        | 32         | 1.396                     | 1       | 95        | 748       | 272        |